# Matt Craven
Matthew John Crnkovich, conhecido como Matt Craven (nascido em 10 de Novembro de 1956) é um ator canadense.

## Infância
Craven nasceu em Port Colborne, Ontário, filho de Nick Crnkovich e sua esposa, Joanne Leslie, uma cabeleireira. Ele tem uma irmã mais velha, chamada Deborah.

## Filmografia

### Filmes
| Ano  | Título                                     | Papel                  |
| ---- | ------------------------------------------ | ---------------------- |
| 1979 | Meatballs                                  | "Hardware" Renzetti    |
| 1981 | Happy Birthday to Me                       | Steve Maxwell          |
| 1983 | The Terry Fox Story                        | Bob Cady               |
| 1987 | Tin Men                                    | Looney                 |
| 1988 | Palais Royale                              | Bob Cady               |
| 1989 | Blue Steel (1989)                          | Howard                 |
| 1990 | Jacob's Ladder                             | Michael                |
| 1991 | K2 (A Montanha da Morte)                   | Harold                 |
| 1992 | A Few Good Men                             | Tenente Dave Spradling |
| 1993 | Indian Summer                              | Jamie Ross             |
| 1994 | Killer                                     | Archie                 |
| 1995 | Crimson Tide                               | Tenente Roy Zimmer     |
| 1996 | The Final Cut                              | Emerson Lloyd          |
| 1996 | The Juror                                  | Boone                  |
| 1997 | Masterminds (Marcação Cerrada)             | Jake                   |
| 1998 | Paulie                                     | Warren Alweather       |
| 2000 | Things You Can Tell Just by Looking at Her | Walter                 |
| 2000 | Nuremberg                                  | Capitão Gustav Gilbert |
| 2002 | Dragonfly                                  | Eric                   |
| 2003 | The Statement                              | David Manenbaum        |
| 2003 | Timeline                                   | Steven Kramer          |
| 2003 | A Vida de David Gale                       | Dusty Wright           |
| 2004 | The Clearing                               | Agente Ray Fuller      |
| 2005 | A Simple Curve                             | Matthew                |
| 2005 | Karol: A Man Who Became Pope               | Hans Frank             |
| 2005 | Assault on Precinct 13                     | Policial Kevin Capra   |
| 2006 | Déjà Vu                                    | Larry Minuti           |
| 2007 | Paranoia                                   | Daniel "Dan" Brecht    |
| 2008 | The Longshots                              | Técnico Fisher         |
| 2009 | Inimigos Públicos                          | Gerry Campbell         |
| 2010 | Devil                                      | Lustig                 |
| 2011 | X-Men: First Class                         | Diretor McCone da CIA  |
| 2013 | White House Down                           | Agente Kellerman       |

### Televisão
| Ano        | Título                     | Papel                                | Notas        |
| ---------- | -------------------------- | ------------------------------------ | ------------ |
| 1996–1997  | High Incident              | Policial Lenny Gayer                 | 32 episódios |
| 1998-1999  | L.A. Doctors               | Dr. Tim Lonner                       | 24 episódios |
| 1998       | From the Earth to the Moon | Tom Kelly                            | 1 episódio   |
| 2003       | The Lyon's Den             | Grant Rashton                        | 6 episódios  |
| 2007       | Raines                     | Captain Dan Lewis                    | 7 episódios  |
| 2010       | The Pacific                | Dr. Grant                            | 1 episódio   |
| 2011-20013 | NCIS                       | Secretário da Marinha Clayton Jarvis | 10 episódios |
| 2014       | Resurrection               | Xerife Fred Langston                 | 8 episódios  |
| 2018       | Sharp Objects              | Chefe de Polícia Bill Vickery        | 8 episódios  |

## Vida Pessoal
Craven é casado com  Sally (Sutton) Craven. Possui dois filhos: Nicholas e Josephine.